# Locarnské dohody

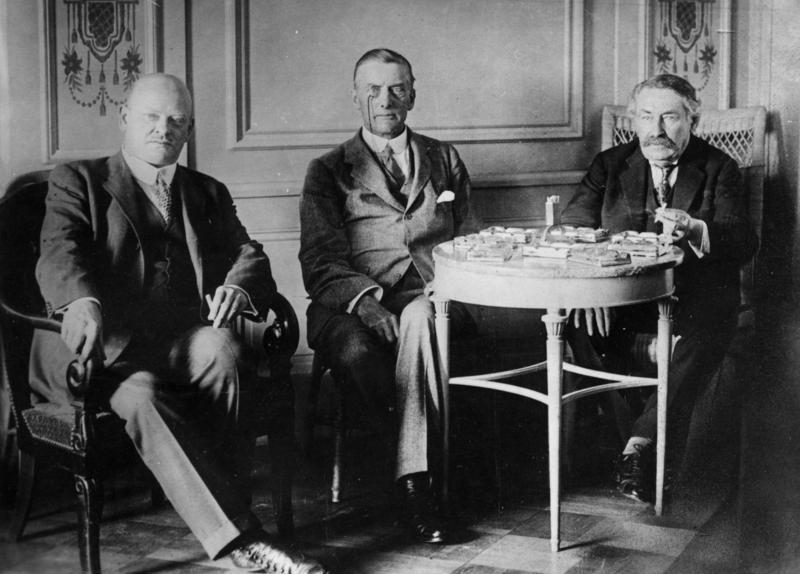
Zleva doprava, Gustav Stresemann, Austen Chamberlain a Aristide Briand během Locarnské konference.

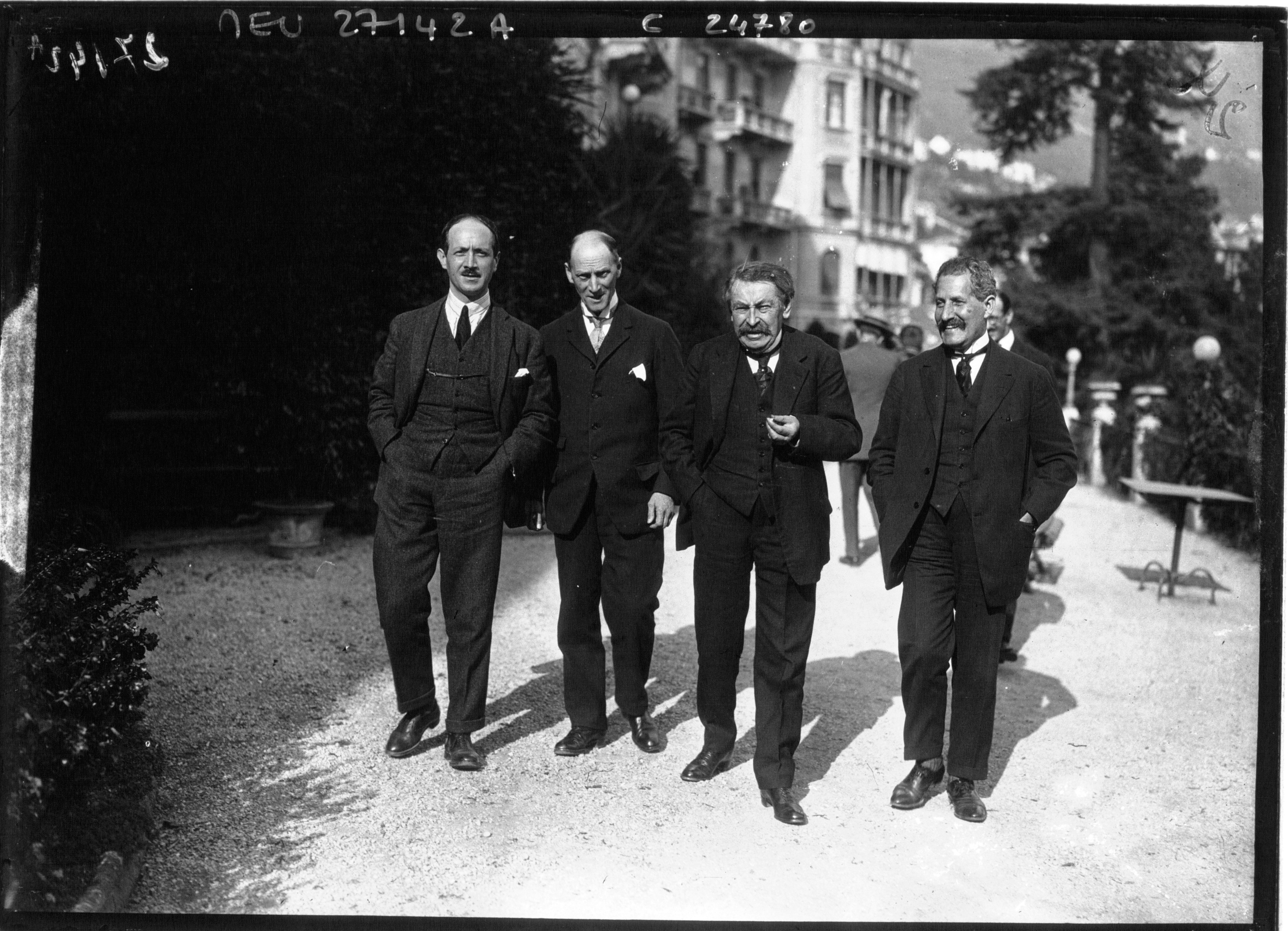
Locarnské dohody (1925). Zleva doprava: Saint-John Perse, Henri Fromageot, Aristide Briand, Philippe Berthelot.

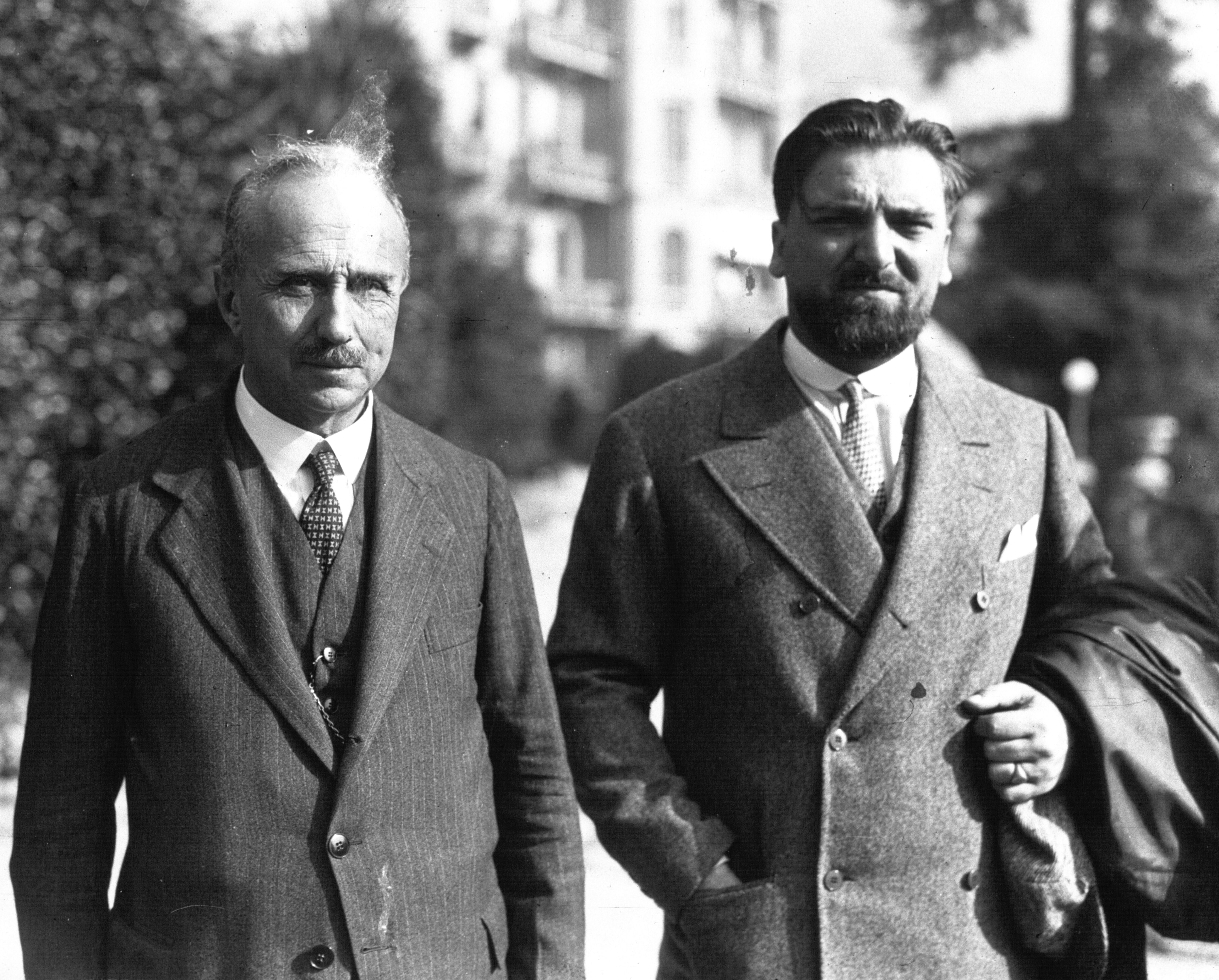
Locarnské dohody (1925). Zleva doprava: Vittorio Scialoja, Dino Grandi.

Locarnské dohody (anglicky Locarno Treaties of 1925, Treaty of Locarno, Treaties of Locarno) představovaly sedm smluv uzavřených na konferenci ve švýcarském Locarnu, která se uskutečnila mezi 5. až 16. říjnem 1925. K formálnímu podpisu zainteresovaných stran došlo 1. prosince téhož roku v Londýně. Smlouvu signovali zástupci československé, německé, britské, belgické, francouzské, italské a polské vlády. Dohoda měla bezpečnostní charakter mezinárodních záruk německých západních hranic prostřednictvím Rýnského garančního paktu, ovšem východní hranice Německa smluvně zaručeny nebyly, naopak zde existovala možnost jejich revize.
Tato konference je hodnocena jako rozhodující moment předurčující svými důsledky další vývoj na evropském kontinentě až ke druhé světové válce.

## Pozadí

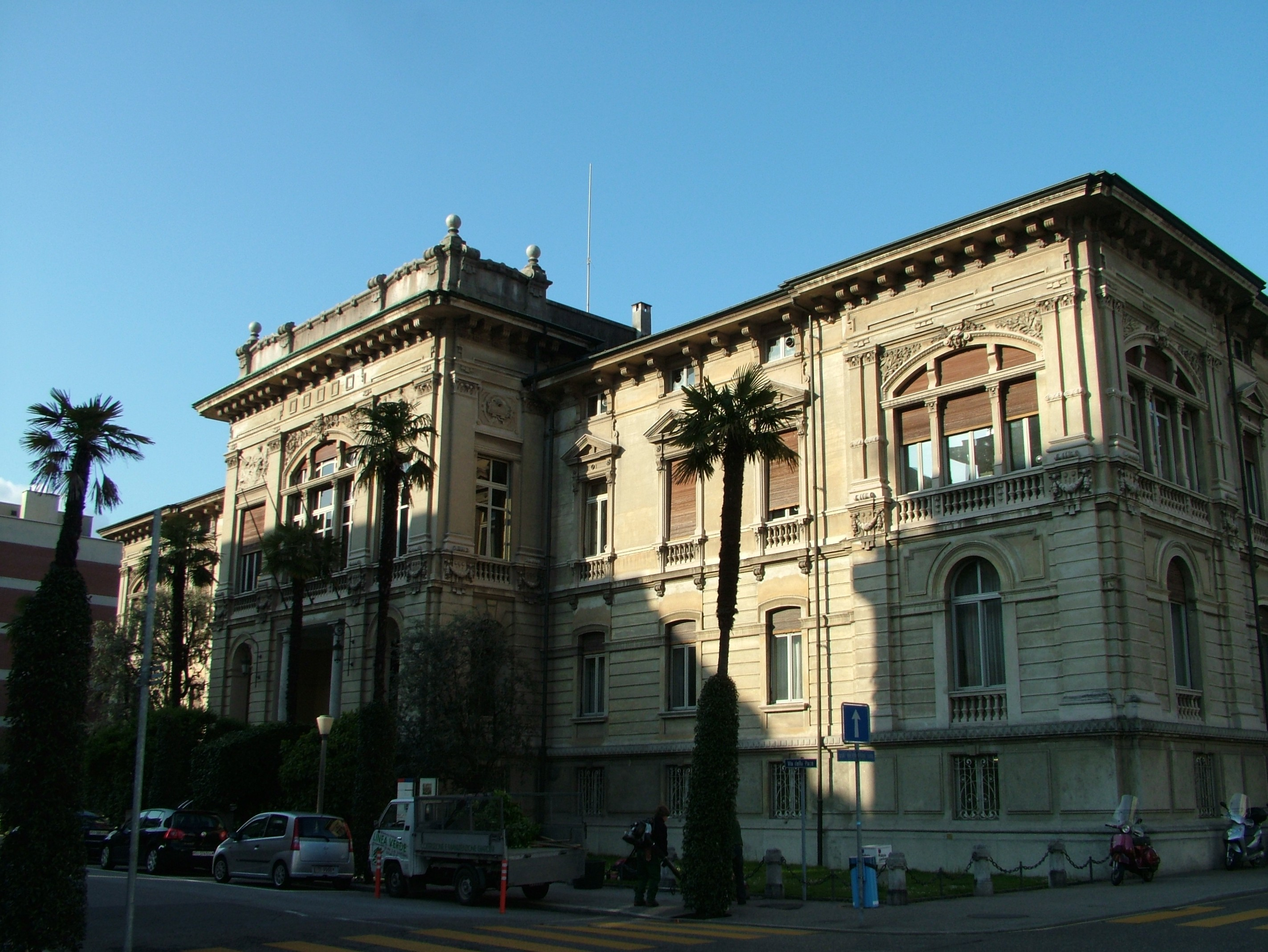
Budova někdejšího soudu (nyní Kantonální policie), kde byly dohody uzavřeny

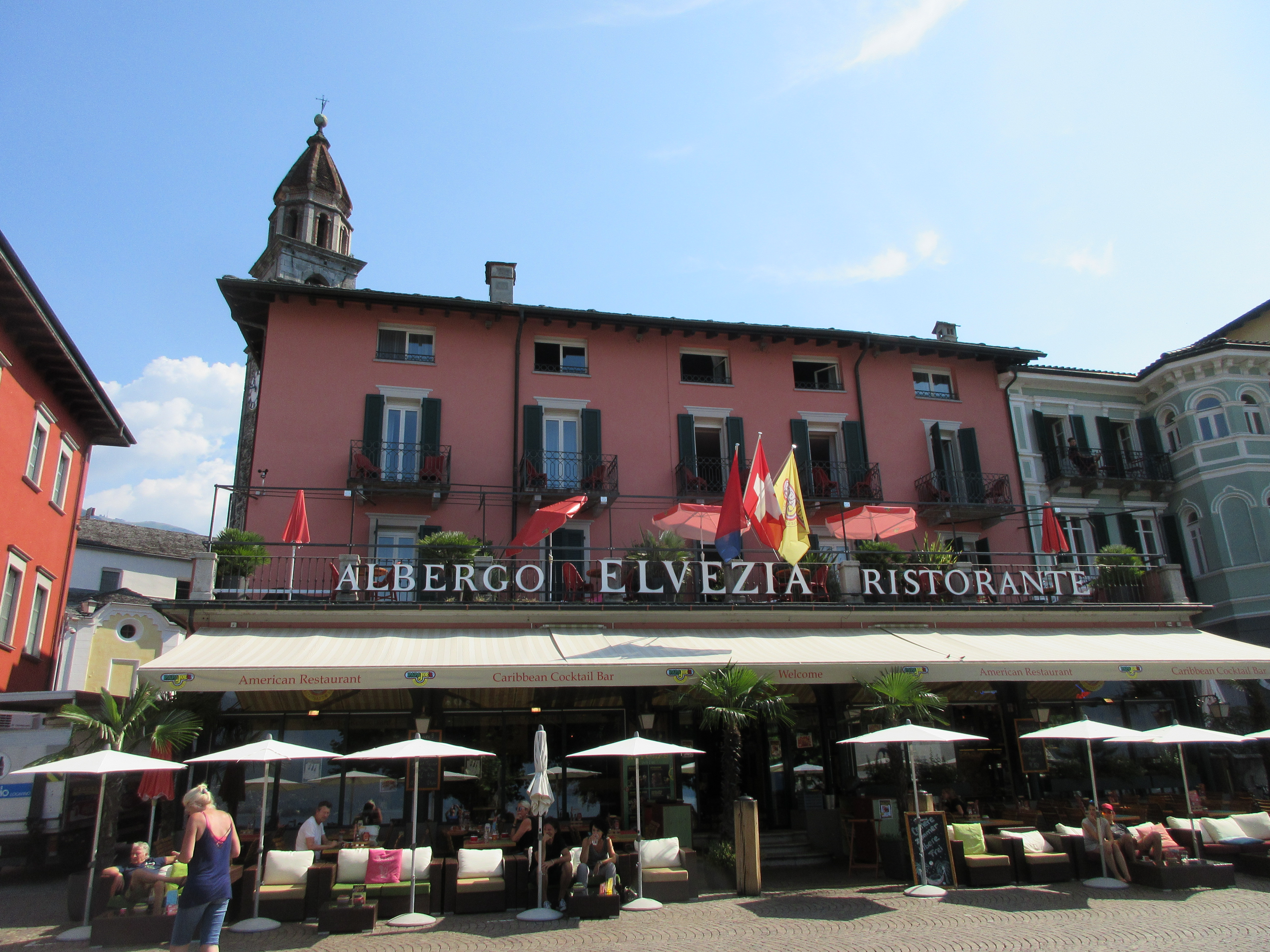
Hotel, kde ministři bydleli a jednali

Mezinárodní situace po rúrské krizi, vycházející z okupace Porúří, znamenala pro Německo jakožto poraženou velmoc první světové války vzhledem k přijetí Dawesova plánu posílení pozice. Velká Británie vzhledem k britsko-francouzskému antagonizmu ve velmocenské politice podporovala touhu Německa po znovunabytí velmocenských pozic. Naopak Francie se svými spojenci zaznamenala pokles vlivu v mezinárodním řádu. Negativním bezpečnostním momentem byla také neochota Velké Británie podepsat Ženevský protokol, což způsobilo konec snah mezinárodních garancí kolektivní bezpečnosti.
Německo podalo skrze svého ministra zahraničí Gustava Stresemanna 9. února 1925 memorandum Francii, Itálii a Velké Británii, ve kterém sdělovalo ochotu přistoupit na záruky svých hranic vytyčených na Rýnu po první světové válce. Cílem bylo také zmírnění historického francouzsko-německého napětí; všichni čtyři účastníci se měli zříci války jako nástroje vedení politiky (viz pozdější Briandův–Kelloggův pakt). O východních hranicích a jejich garancích se však nemělo vůbec jednat. To se shodovalo s britským vedením politiky, nikterak se smluvně neangažovat ve střední Evropě. Spory měly být řešeny prostřednictvím arbitrážních smluv. Takové dohody chtělo Německo vytvořit i s dalšími zeměmi. Za orgán arbitráže, který měl vynášet nálezy, byla označena Rada Společnosti národů. Tento krok nutně předpokládal přijetí Německa do této mezinárodní organizace.
Československo a Polsko, díky neochotě aplikovat stejné záruky i na východní německé hranice jako na ty západní, se postavily k ideji Rýnského garančního paktu vlažně až odmítavě. Francouzské příznivější přijetí tohoto plánu umožnila výměna na postu ministra zahraničí, kterým se stal Aristide Briand. Jeho snahy o změnu plánu, který by zaručoval garance také pro středoevropské země (východní hranice Německa), narazily na neochotu Velké Británie.

## Konference
Na konferenci v Locarnu 5. až 16. října 1925 byly přítomny Německo, Francie, Velká Británie, a také Belgie, protože se smlouva o vzájemných zárukách mezi signatáři měla týkat nejen francouzsko-německých, ale také belgicko-německých státních hranic. Byly zde přítomny i delegace Československa a Polska. Tato hlavní smlouva, nazývaná jako Rýnský garanční pakt, obsahovala uznání statu quo této oblasti, tedy i nově zřízeného demilitarizovaného pásma, všemi přítomnými. Jejími garanty se staly Itálie a Velká Británie, což vedlo k poklesu prestiže Francie jako hlavní evropské velmoci. Za základ byl považován text versailleské smlouvy.
Součástí locarnských smluv se staly arbitrážní smlouvy Německa s Francií a Belgií (ve formě doplňku paktu), dále i rozhodčí smlouvy Německa s Polskem a Československem. V den podpisu sjednala Francie doplnění existujících spojeneckých dohod se svými nejbližšími východními spojenci o Garanční smlouvu, která měla Polsku a Československu přinést zmírnění obav z neochoty zabezpečit německé východní hranice.

## Důsledky konference
Německo následně signovalo 24. dubna 1926 zajišťovací smlouvu o přátelství a neutralitě se Sovětským svazem (již 12. října 1925 byla uzavřena obchodní smlouva) a 8. září téhož roku se stalo členem Společnosti národů. Edvard Beneš přenechal místo v Radě této organizace nově příchozímu německému ministru zahraničí Stresemannovi. Ten obdržel se svým francouzským protějškem Briandem Nobelovu cenu míru za rok 1926. Oba dva se dohodli na schůzce v Thoiry, krátce po vstupu Německa do Společnosti národů, že by se francouzské vojsko stáhlo z levého břehu Rýna a Německo uhradilo většinu svých reparací. Tento postup však narazil jak na vnitropolitický odpor v obou státech, tak i nesouhlas Velké Británie, která nebyla nakloněna francouzsko-německému sbližování a jejich bilaterálním smlouvám.
Dohody z Locarna byly pozitivním krokem v evropské politice, protože vedly k řešení rúrské krize. Znepřátelené strany se v nich dobrovolně zavazovaly udržovat vzájemný mír. Jejich účinek však měl pouze lokální význam, na rozdíl například od Ženevského protokolu.
Německo chtělo prostřednictvím těchto dohod opět upevnit své velmocenské postavení, doufalo ve zrušení omezení síly armády, odvolání viny za první světovou válku, přehodnocení předání svých kolonií pod mandátní správu a požadovalo stát se stálým členem Rady Společnosti národů, kterým se v rámci rozšíření počtu stálých členů stalo.
Na druhé straně je třeba upozornit, že právě tyto dohody byly počátkem politiky appeasementu, která vyústila v Mnichovskou dohodu a následně i druhou světovou válku.
Podle pamětí Eduarda Beneše porušením Locarské dohody Adolfem Hitlerem, kdy 7. března 1936 jeho vojska obsadila levý břeh Rýna, byla tato událost jednou z posledních a rozhodujících ran pro Evropský mír. V důsledku této události měla Francie a Británie (dle textu dohody) vyhlásit válku Německu a na pomoc ji měly přijít armády Polska a Československa. Ti na tuto eventualitu byli připravení. Ovšem Francie se dopustila osudové chyby, že vojenský postup proti Německu nebyl uveden v platnost. Podle francouzského ministerského předsedy P. F. Flandina se Francie v té době obávala vlivu války a jejích sociálních důsledků na vnitřní poměry ve Francii.